# John F. und die Gropiuslerchen
John F. und die Gropiuslerchen war das deutsche Musik-Projekt des Produzenten Jens Tröndle und des Musiker- und Autoren-Teams Rainer Konstantin, U. W. A. Heyder (Uwe Heyder) und Conny Göckel (Konrad Göckel).
Zu Berlins 750-Jahr-Feier erschien 1987 unter dem Namen John F. und die Gropiuslerchen der Titel Berlin, Berlin (… dein Herz kennt keine Mauern). Der als Geheimtipp gehandelte Dancetrack war mit O-Tönen von John F. Kennedy, Willy Brandt, Walter Ulbricht und Ernst Reuter bestückt, wurde von den Berliner Radiosendern, insbesondere dem RIAS, häufig gespielt, erreichte jedoch deutschlandweit keine Chartplatzierung.
Nach dem Fall der Berliner Mauer entstand Berlin, Berlin (Die Mauer ist weg), eine der Zeit angepasste Version des Liedes mit O-Tönen von Hans-Dietrich Genscher, Walter Momper und Ost-Berliner Demonstranten. Im Dezember 1989 gelang der Sprung in die deutsche Hitparade, wo sich der Titel 9 Wochen hielt und Platz 29 erreichte.
Ebenfalls 1989 kam 2-4-6-8! (Who Do We Appreciate) mit Samples von Humphrey Bogart, Louis Armstrong und Marilyn Monroe in die Läden. Diese Produktion verfehlte, genau wie die 1995er Single Wir sind die Kid’s, eine Hitparadennotierung.

## Diskografie (Singles)
- 1987: Berlin, Berlin (… dein Herz kennt keine Mauern)
- 1989: 2-4-6-8! (Who Do We Appreciate) (als Die Gropiuslerchen in Hollywood)
- 1989: Berlin, Berlin (Die Mauer ist weg)
- 1994: Bonn, Bonn, Bonn (Der Kanzler & die Gropiuslerchen) (Promo)
- 1995: Wir sind die Kid’s
- 2000: Berlin, Berlin Remixes 2000 (10 Jahre Mauerfall)
- 2009: Berlin, Berlin (Mauerfall Jubiläumsversion) (Hans Werner Olm & die Gropiuslerchen)